# Mecysmauchenius chapo
Mecysmauchenius chapo är en spindelart som beskrevs av Forster och Norman I. Platnick 1984. Mecysmauchenius chapo ingår i släktet Mecysmauchenius och familjen Mecysmaucheniidae. Inga underarter finns listade i Catalogue of Life.